# Kildin
Kildin (russisch Кильдин, Kildinsamisch Кӣллтсуэл) ist eine Insel in der Barentssee, etwa 20 km östlich der Kola-Bucht. Administrativ gehört sie zur Landgemeinde Teriberka in der Oblast Murmansk in Russland. Die Benennung der Sprache Kildinsamisch geht auf den Namen der Insel zurück.

## Geografie
Die Insel ist von der Halbinsel Kola durch die Kildin-Straße (Кильдинский пролив oder Кильдинская салма) getrennt, die zwischen 700 m und 4 km breit ist. Kildin ist parallel zur Festlandsküste 18 km lang und bis zu 7 km breit. Der größte Teil der Insel wird von einem bis zu 279 m hohen Plateau gebildet, das im Norden und Westen steil ins Meer abfällt und sich nach Osten hin abflacht. Im Süden geht es in mehreren Stufen in eine flache Ebene über.
Auf Kildin gibt es zahlreiche Seen, von denen sich die meisten in mehr als 100 m Höhe auf dem Plateau befinden. Die größten sind der Melkoje (озеро Мелкое), der Slanzewoje (озеро Сланцевое), der Pridoroschnoje (озеро Придорожное) und der Pesez (озеро Песец). Eine Besonderheit stellt der Reliktsee Mogilnoje (озеро Могильное, deutsch: Gräbersee) dar, der im Südosten der Insel in unmittelbarer Küstennähe gelegen ist, aber schon seit etwa 2000 Jahren keine direkte Verbindung zum Meer hat. Unter einer Oberflächenschicht aus Süßwasser befindet sich eine Salzwasserschicht mit einem lebensfeindlichen anaeroben Bodenbereich. Der See beherbergt sowohl eine Süß- als auch eine Salzwasserfauna. Zu letzterer gehört der endemische Kildin-Dorsch (Gadus morhua kildinensis), eine Unterart des Kabeljaus.
An der Südküste der Insel liegen – durch eine Straße verbunden – die beiden Ortschaften Wostotschny Kildin (Ostkildin) und Sapadny Kildin (Westkildin), die nach der Volkszählung von 2010 zusammen nur noch zehn Einwohner haben – ausschließlich Männer. Die Militärsiedlung Wjerchni Kildin (Oberkildin) ist seit 1995 verlassen.

## Geschichte

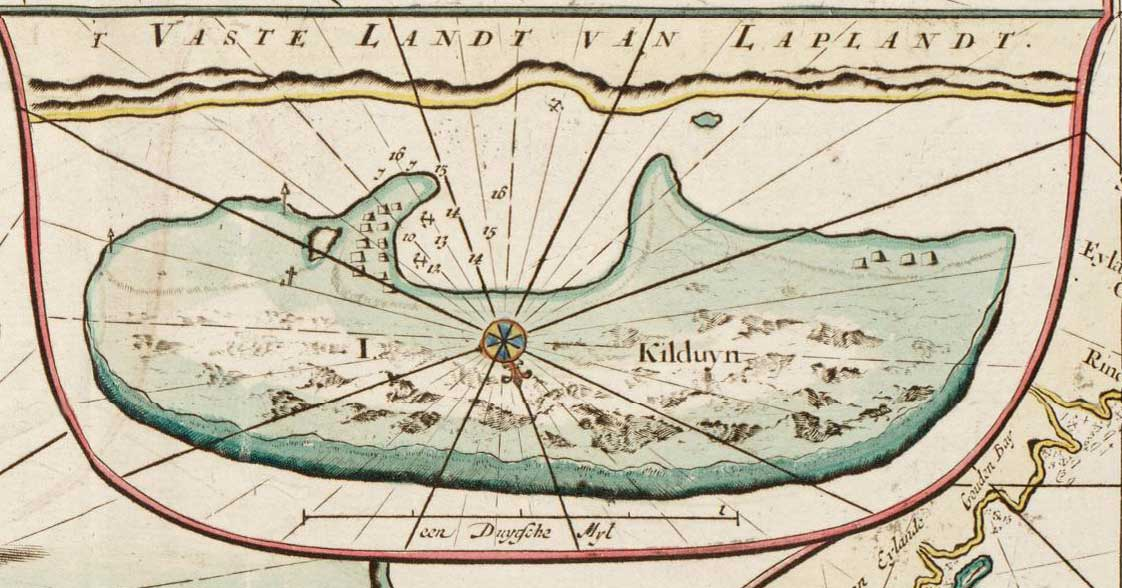
Kildin in De Groote nieuwe Zee-Atlas des Johannes van Keulen (1654–1715), 1682 (Norden ist unten)

Kildin war schon in der Jungsteinzeit bewohnt. Siedlungsreste und Grabhügel wurden im Süden der Insel an mehreren Stellen gefunden.
Ab 1560 benutzten Samen und Pomoren Kildin als sommerlichen Handelsplatz. Vom 23. bis 29. Juni 1594 legte Willem Barents einen Zwischenstopp auf Kildin ein, bevor er nach Nowaja Semlja weiterreiste. Jan Huygen van Linschoten, der Barents begleitete, veröffentlichte 1601 eine Reisebeschreibung mit der ersten Karte Kildins. Diese zeigt bereits die beiden heutigen Siedlungen, die damals nur im Sommer bewohnt waren, sowie den See Mogilnoje und die nahe gelegenen Grabstätten.
Die Insel war Teil einer samischen Siida (russisch Погост Pogost), die sich nach Süden und Westen auf dem Festland erstreckte. Im 17. Jahrhundert übertrug sich der Name der Insel auf den gesamten Pogost und seine Bewohner. Ursprünglich nur der Name für den Dialekt dieser einen Siida, bezeichnet Kildinsamisch heute die gemeinsame Dachsprache mehrerer nahe verwandter Dialekte.
Im 18. Jahrhundert gab es auf Kildin eine Fischersiedlung, die dem Solowezki-Kloster gehörte. Diese wurde im Englisch-Russischen Krieg (1807–1812) am 6. Juni 1809 von der Fregatte HMS Nyaden „dem Erdboden gleich gemacht“. Danach blieb Kildin zunächst unbewohnt. Friedrich Benjamin von Lütke vermaß die Insel im Juli 1822. 1840 besuchte der Naturforscher Alexander Theodor von Middendorff die Insel. In den 1870er Jahren ließ sich der norwegische Kolonist Johan Peter Eriksen (1842–1905) auf Kildin nieder. Drei Generationen seiner Familie lebten auf Kildin von Fischfang und Viehzucht bis in die 1930er Jahre. Kildin wurde nun häufiger von Naturforschern besucht, u. a. 1887 von Solomon Markowitsch Herzenstein (1854–1894), 1889 von Viktor Andrejewitsch Fausek (1861–1910), 1893 und 1894 von Nikolai Michailowitsch Knipowitsch und während der Helgoland-Expedition 1898 von Fritz Römer, Fritz Schaudinn und Leonid Breitfuß.
In der frühen Sowjetzeit gab es Bemühungen zur wirtschaftlichen Entwicklung Kildins. Neben der Fischerei spielte die Pelztierzucht eine Rolle. Zeitweise arbeitete hier eine Jodfabrik. Der Beschluss zur Bildung der sowjetischen Nordflotte am 1. Juni 1933 war ein Wendepunkt in der Geschichte der Insel. Ende 1935 begann mit dem Bau einer Küstenartilleriestellung die militärische Nutzung der Insel Kildin. 1939 wurde hier zusätzlich eine Maschinengewehr-Kompanie mit 110 Mann stationiert. Im Zweiten Weltkrieg wurde die Insel weiter befestigt und ein Militärflugplatz sowie eine Radaranlage in Betrieb genommen. In den 1950er Jahren wurden die militärischen Anlagen ausgebaut, was die Infrastruktur der Insel nachhaltig veränderte. 1957 wurden Raketensysteme zur Flugabwehr installiert und während der nächsten Jahrzehnte mehrfach modernisiert. 1995 verließ das Militär die Insel.